# Quận Belknap, New Hampshire
Quận Belknap là một quận trong tiểu bang New Hampshire, Hoa Kỳ. Quận lỵ đóng ở Laconia6. Theo điều tra dân số năm 2000 của Cục điều tra dân số Hoa Kỳ, quận có dân số 56.325 người.2 Dân số năm 2009 là 61.585 người
.

## Địa lý
Theo Cục điều tra dân số Hoa Kỳ, quận có diện tích 1215 km², trong đó có 174 km2 là diện tích mặt nước.